# Isla Decatur

Islas San Juan, se puede ver etiquetada la isla Decatur.

La isla Decatur  (inglés: Decatur Island) es un área no incorporada, una isla del archipiélago de las islas San Juan, situadas en el estrecho de Georgia. Pertenecen al condado de San Juan, estado de Washington, Estados Unidos.
La isla posee un área de 9,127 km² y una población de 71 personas, según el censo del 2000. Se encuentra al este de la isla López. No hay servicio de ferries a la isla, así que se debe acceder a ella a través de un barco o de un avión. Varias compañías de vuelos chárter ofrecen conexiones desde la isla a Anacortes.

## Geografía
Decatur Island se encuentra ubicado en las coordenadas 48°30′37″N 122°48′39″O / 48.51028, -122.81083.